# 1980年2月16日の日食

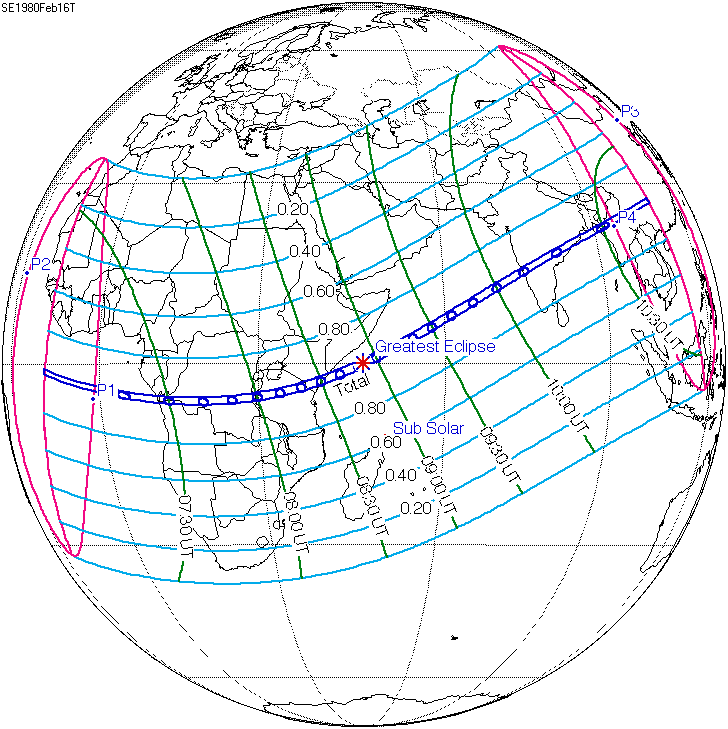

1980年2月16日の日食は、1980年2月16日に観測された日食である。アンゴラ、ザイール、タンザニア、ケニア、インド、バングラデシュ、ビルマ、中国で皆既日食が観測され、アフリカのほとんどとアジア中南部で部分日食が観測された。

## 通過した地域
皆既帯が通過した、皆既日食が見えた地域はアンゴラ北部、ザイール（現在のコンゴ民主共和国）、タンザニア、ケニア南部、インド、バングラデシュ、ビルマ連邦社会主義共和国（現在通称ミャンマー）、中国南西部の雲南省と貴州省だった。
また、皆既日食が見えなくても、部分日食が見えた地域はアフリカのほとんど（北部沿岸を除く）、中東のほとんど（アナトリア半島を除く）、中央アジアのほとんど（ソ連のカザフ・ソビエト社会主義共和国北西部を除く）、南アジアの全て、シベリア南部、モンゴル人民共和国のほとんど（東部のごく一部を除く）、中国の大部分（東北部と東部沿岸を除く）、東南アジアの大部分（南東部の島を除く）だった。

## 観測

### インド

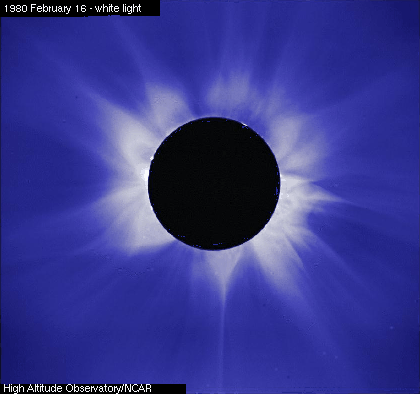
インドで撮られたヘルメット・ストリーマ（この皆既日食は太陽極大期の前後にある）

これは20世紀アンダマン・ニコバル諸島を除くインド本土で見える3回目の皆既日食だった。しかし、1914年8月21日の皆既帯がイギリス領インドで通過した地域がほとんど現在のパキスタンにあり、1954年6月30日にインド国内は国境沿いのタール砂漠で日没の頃にしか皆既日食が見えないため、これは事実上1898年1月22日以来インド国内で見える初の観測条件の良い皆既日食だった。インド天体物理学研究所はフブリ付近にあるホスルとカルナータカ州ライチュル県のジャワラゲラでキャンプを設置し、彩層とコロナ放射などを観測する機械を配置した。チェコとユーゴスラビアの観測隊も付近で観測した。スロバキア科学アカデミー天文研究所は7人の観測隊をジャワラゲラ付近に派遣した。日食当日現地は晴れで、観測隊はコロナを写真を撮った。

### 中国
中国で皆既日食当日がちょうど旧正月である春節。
これは文化大革命後中国国内で見える初の皆既日食だった。中国での前回の1968年9月22日は、皆既食の持続時間が30秒未満で、日食が日没の頃で太陽の仰俯角か低かった。それと対照して、この皆既日食は同様に日没の頃だったが、中国国内で皆既食の持続時間が最大1分40秒で、観測條件がはるかに良かった。
中国科学院は1975年4月に雲南省の省都昆明市で太陽物理会議を開き、この皆既日食の合同観測を提案し、1976年3月に観測地を選ぶために皆既帯で下見した。太陽の光学と電波観測、電離層、地磁気、重力場測定など31項目の観測が行われ、気象局は日食中天気の変化について研究した。中国国内での光学観測は主に雲南省瑞麗県（現在の瑞麗市）の営盤山で、電波観測は昆明市鳳凰山にある雲南天文台で行われた。また、上海科学教育映画スタジオは観測活動の全過程を撮影し、ドキュメンタリーを制作した。

## 日本での関連テレビ番組
日本は皆既帯からはずれていたが、「20世紀最後の皆既日食」と喧伝されたこともあり、日本テレビ放送網と朝日放送テレビ（テレビ朝日系列）の2局により、衛星生中継を含む関連テレビ番組が制作・放映された。
日本テレビ放送網は、日食当日の2月16日の「土曜スペシャル」枠において現地から皆既食となる模様を実況中継した。その後、3月19日の「11PM」においてもこの日食を特集した。これらの番組のタイトルには、日食時の人間や動物の変化を見せるような表現が用いられていたが、実際にはそうした場面はほとんどなかったと新聞のテレビ番組評には記されている。
一方朝日放送テレビは3月25日19時30分からの1時間半の枠で「スペシャルドキュメンタリー アフリカの黒い太陽」と題した特番を放映した。当日の新聞テレビ欄でのタイトルでは俳優の渥美清や歌手のゴダイゴが出演して、この日食を見た（現地かスタジオかは不明）と紹介されている。テーマ曲はゴダイゴの「リターン・トゥ・アフリカ」が使用された。